# Universul, insule, galaxii
Universul, insule, galaxii este un film românesc din 1975 regizat de Ion Bostan.